# پیسن
پیسن (به انگلیسی: Picene) با فرمول شیمیایی C22H14 یک ترکیب شیمیایی است. که جرم مولی آن ۲۷۸٫۳۳ گرم بر مول می‌باشد. 